# Gerard Moreno
Gerard, właśc. Gerard Moreno Balagueró (ur. 7 kwietnia 1992 w Santa Perpètua de Mogoda) – hiszpański piłkarz występujący na pozycji napastnika w hiszpańskim klubie Villarreal CF oraz w reprezentacji Hiszpanii.

## Kariera klubowa
W 2010 roku trafił z Badalony do juniorskiej drużyny Villarrealu. Dwa lata później został włączony do kadry pierwszej drużyny. W sezonie 2012/2013 rozegrał 14 meczów i zdobył cztery gole w Segunda División, a w następnym sezonie, będąc wypożyczonym do RCD Mallorca, strzelił 11 bramek w 31 spotkaniach. W najwyższej klasie rozgrywkowej w Hiszpanii zagrał po raz pierwszy 14 września 2014 roku, w zakończonym bezbramkowym remisem starciu z Granada CF. Pierwszego gola w La Liga zdobył zaś 10 dni później, w potyczce z Eibarem (1-1).

### Statystyki klubowe
| Sezon   | Klub            | Kraj      | Liga               | Mecze | Bramki | Puchar Kraju | Mecze | Bramki | Rozgrywki Europy   | Mecze | Bramki |
| ------- | --------------- | --------- | ------------------ | ----- | ------ | ------------ | ----- | ------ | ------------------ | ----- | ------ |
| 2010/11 | Villarreal CF B | Hiszpania | Segunda División   | 1     | 0      | -            | -     | -      | -                  | -     | -      |
| 2011/12 | Villarreal CF B | Hiszpania | Segunda División   | 4     | 1      | -            | -     | -      | -                  | -     | -      |
| 2012/13 | Villarreal CF   | Hiszpania | Segunda División   | 14    | 3      | -            | -     | -      | -                  | -     | -      |
| 2012/13 | Villarreal CF B | Hiszpania | Segunda División B | 24    | 12     | -            | -     | -      | -                  | -     | -      |
| 2013/14 | RCD Mallorca    | Hiszpania | Segunda División   | 31    | 11     | Puchar Króla | 1     | 0      | -                  | -     | -      |
| 2014/15 | Villarreal CF   | Hiszpania | Primera División   | 26    | 7      | Puchar Króla | 6     | 5      | Liga Europy UEFA   | 7     | 4      |
| 2015/16 | RCD Espanyol    | Hiszpania | Primera División   | 32    | 7      | Puchar Króla | 4     | 0      | -                  | -     | -      |
| 2016/17 | RCD Espanyol    | Hiszpania | Primera División   | 37    | 13     | Puchar Króla | 1     | 0      | -                  | -     | -      |
| 2017/18 | RCD Espanyol    | Hiszpania | Primera División   | 38    | 16     | Puchar Króla | 6     | 3      | -                  | -     | -      |
| 2018/19 | Villarreal CF   | Hiszpania | Primera División   | 35    | 8      | Puchar Króla | 3     | 1      | Liga Europy UEFA   | 11    | 4      |
| 2019/20 | Villarreal CF   | Hiszpania | Primera División   | 35    | 18     |              | 2     | 2      |                    |       |        |
| 2020/21 | Villarreal CF   | Hiszpania | Primera División   | 33    | 23     |              | 1     | 0      | Liga Europy UEFA   | 12    | 7      |
| 2021/22 | Villarreal CF   | Hiszpania | Primera División   | 17    | 9      |              | 2     | 1      | Liga Mistrzów UEFA | 7     | 2      |

Stan na: 21 maja 2019 r.